# Sint-Nicolaaskerk (Oostkappel)
De Sint-Nicolaaskerk (Frans: Église Saint-Nicolas) is de parochiekerk van de gemeente Oostkappel. Het gebouw is gelegen aan de Rue de l'Église, in het Franse Noorderdepartement.

## Geschiedenis
Hier was in de 12e eeuw een romaanse kerk in ijzerzandsteen opgetrokken, waarvan nog overblijfselen te zien zijn op verschillende plaatsen, en met name in de zuidgevel. De kerk werd later in baksteen verlengd en de muren dragen het jaartal 1617. Later werd de kerk vergroot met een – nu verdwenen – kapel aan de zuidzijde en eveneens met een kapel aan de noordzijde, die in 1893 verlengd werd tot de lengte van het schip, zodat een tweebeukige kerk ontstond. 
De kerk heeft een veelhoekig houten torentje dat aan het dak van de rechterbeuk ontspringt.
De kerk wordt omringd door een kerkhof.
Veel van het kerkmeubilair ging verloren tijdens de Franse Revolutie, in het kader waarvan in 1793 de Slag bij Hondschote plaatsvond. Het merendeel van het meubilair is bijgevolg 19e-eeuws.

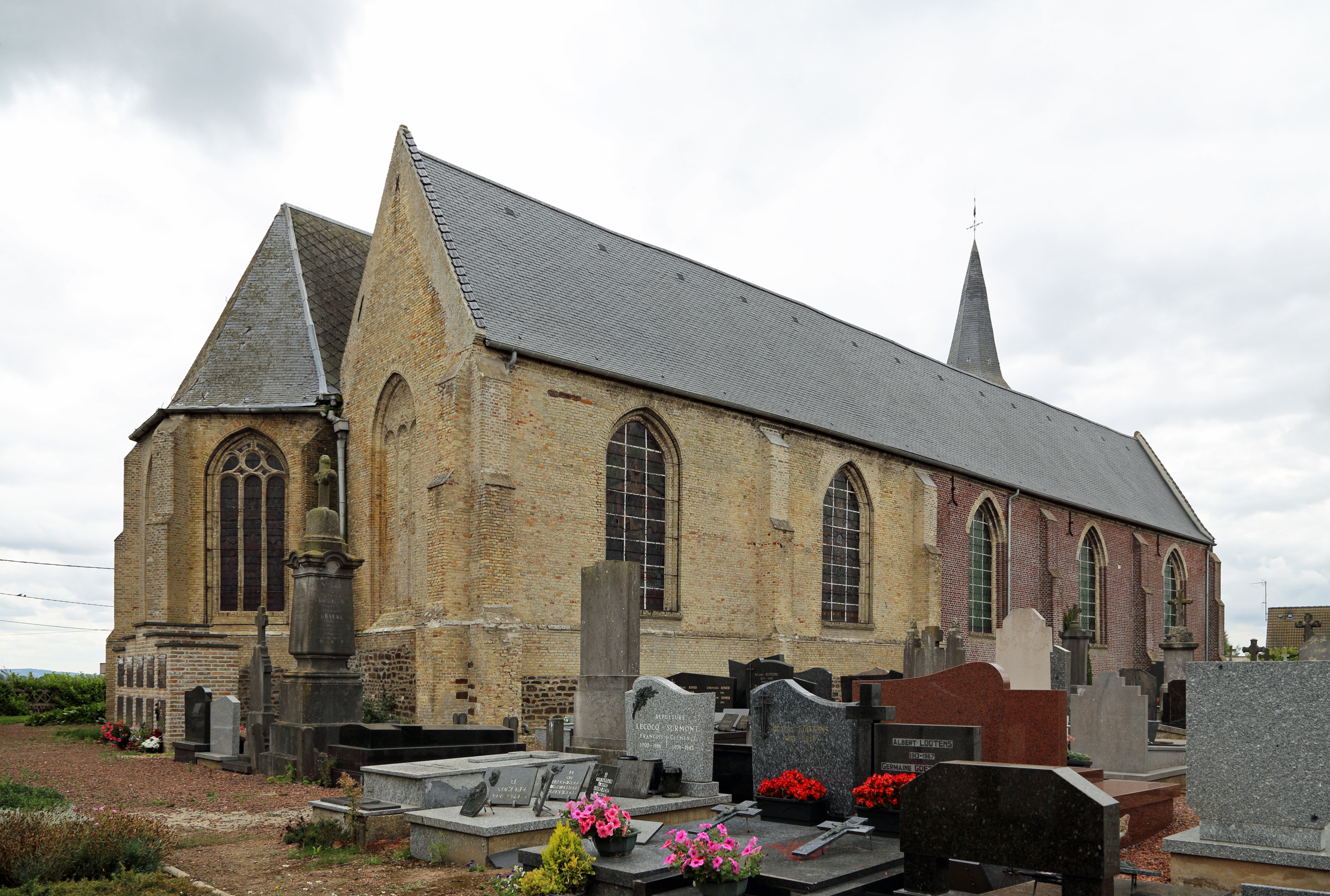
De Sint-Nicolaaskerk in Oostkappel (vanuit het noordoosten gezien)